# Mora (Švédsko)
Mora je sídlo stejnojmenné obce ve Švédsku nacházející se v kraji Dalarna. Ke konci roku 2015 byl počet obyvatel 12 602.

## Historie
Nejstarší známky lidské činnosti v okolí Mory jsou ze 4. tisíciletí př. n. l. a nejstarší nalezené budovy pocházejí ze 7. století. V roce 1520 se zde zastavil Gustav Vasa, aby připravil povstání proti dánským vojskům, která obsadila Švédsko. V 17. století proběhl v místě proces s morskou čarodějnicí. Během 18. století byla oblast postižena hladem a mnoho občanů opustilo své domovy do Stockholmu a jižního Švédska.